# 2666 Gramme
2666 Gramme este un asteroid din centura principală, descoperit pe 8 octombrie 1951 de Sylvain Arend.